# بنیاد طاهر
بنیاد طاهر بنیادی خیریه بود که توسط سید ابوالفضل تولیت در سال ۱۳۵۳ جهت انجام تحقیقات مذهبی و امور خیریه تأسیس گردید و بنام همسرش طاهره «بنیاد طاهر» نامگذاری شد. هاشمی رفسنجانی اموال این بنیاد را در مبارزه باحکومت پهلوی مؤثر می‌داند.

## تأسیس
هاشمی رفسنجانی پیرامون تأسیس این بنیاد می‌گوید: «در آن زمان آقای تولیت، طرفدار مبارزه شده بود، ایشان فرزندی نداشت و اموال زیادی هم داشت. به فکر افتاد که اموالش را صرف حکومت اسلامی کند با اینکه آن موقع نمی‌دانستیم کی به پیروزی می‌رسیم.
من با آقای فلسفی خیلی رفیق بودم. زمانی که ایشان به قم می‌آمدند در منزل تولیت بودند، من هم می‌رفتم و در آنجا با ایشان آشنا شده بودم. بعد از آن در قضیه کاپیتولاسیون زمانی که امام مرا برای جمع‌آوری مدرک به تهران فرستادند، آقای تولیت به ما کمک کردند و اسنادی به من دادند. بعد که دیدیم ماجرا لو نرفت، به ایشان اطمینان پیدا کردیم. از طرف دیگر برادر من در قم برای آقای تولیت پسته کاری می‌کرد.
تولیت با من مشورت کرد که من می‌خواهم اموالم را وقف کنم، ولی نه به صورت وقفهای معمولی. می‌خواست مقداری را برای همسرش بگذارد. مقداری هم تا هست زندگی کنند و بقیه را در راه مبارزه برای حکومت اسلامی صرف کند. هیئت مدیره‌ای با حضور شهید باهنر، مهندس بازرگان، من و دکتر سحابی و آقای سید جوادی تشکیل داد. تولیت زمینهایی در خارج از شهر داشت که بایر و دورافتاده بودند. رفقایی که کار ساخت و ساز می‌کردند، آمدند و بخشی از اینها را خریدند و اموال تولیت ارزش پیدا کرد. ایشان هم مرتب اموال و مستغلاتش را می‌فروخت و پولش را در حسابی در لندن به دور از دسترس شاه قرار می‌داد. با توجه به اینکه ما هیئت مدیره ایشان بودیم، می‌توانستیم برای مبارزه به خارج و داخل ایران خیلی کمک کنیم.»

## ثبت در امریکا
مرحوم تولیت به همراه آقای صدر برای تاسیس و ثبت بنیاد طاهر در آمریکا، به هیوستن آمد. من به آنها کمک کردم و یک حقوقدان آمریکائی مسلمان را معرفی کردم که کار ثبت مؤسسه غیر انتفاعی بنیاد طاهر را برای آنها انجام دهد. آقای صدر و تولیت هر دو با اصرار از من خواستند که عضویت در هیأت امنای بنیاد طاهر را بپذیرم. اما من بنا به دلایلی حاضر نشدم عضویت در هیأت امنای آن را بپذیرم.

## فعالیت‌ها
حمایت از دانشنامه تشیع از بدو تأسیس تا سال ۱۳۶۶ از جمله فعالیت‌های این بنیاد بود.
به نقل از خاطرات هاشمی رفسنجانی در سال ۱۳۶۵ یکی از وارثان رده سوم وی به دادگاه شکایت کرد و از آنجا که هیئت مدیره سندی محکمه پسند دال بر خیریه بودن نداشت مشکلاتی برای ادامه فعالیت آن پیش‌آمد. این بنیاد نهایتاً از سال ۱۳۶۶ حمایت مالی از دانشنامه تشیع را قطع کرد. به گفته هاشمی رفسنجانی تعدادی ازاعضای نهضت آزادی و روحانیون در اداره این بنیاد نقش داشتند.
این بنیاد همچنین بجز حمایت از دانشنامه تشیع، اقدام به انتشار چند جلد کتاب از جمله «بنیادشیعه در حدیث دیگران» نموده‌است.